# World Rugby Sevens Challenger Series
Le World Rugby Sevens Challenger Series sono una serie di tornei internazionali di rugby a 7 che rappresentano la competizione di seconda fascia delle World Rugby Sevens Series, di cui ricalcano il formato. 
Inaugurate da World Rugby nel febbraio 2020, prevedono due distinti tornei maschili e femminili ai quali partecipano rispettivamente 16 squadre nazionali maschili e 12 squadre nazionali femminili. Ogni squadra ottiene l'accesso a ciascuna edizione delle World Rugby Sevens Challenger Series attraverso i risultati ottenuti l'anno precedente nei corrispettivi tornei continentali. 
La vincitrice delle Challenger Series guadagna la promozione alle World Series per la stagione successiva, venendo a sua volta rimpiazzata dalla squadra retrocessa dalla competizione maggiore.

## Torneo maschile

### Edizioni
| Stagione | Campione | Punti | Seconda   | Punti | Terza    | Punti | Quarta | Punti |
| -------- | -------- | ----- | --------- | ----- | -------- | ----- | ------ | ----- |
| 2020     | Giappone | 39    | Hong Kong | 36    | Germania | 35    | Cile   | 30    |

### Squadre partecipanti
Le partecipanti dell'edizione 2020 sono le seguenti:
- Brasile
- Cile
- Germania
- Giamaica
- Giappone
- Hong Kong
- Italia
- Papua Nuova Guinea

- Portogallo
- Tonga
- Uganda
- Uruguay
- Zimbabwe
- Colombia (invitata)
- Messico (invitata)
- Paraguay (invitata)

## Torneo femminile

### Edizioni
| Stagione | Campione                                                             | Punti                                                                | Seconda                                                              | Punti                                                                | Terza                                                                | Punti                                                                | Quarta                                                               | Punti                                                                |
| -------- | -------------------------------------------------------------------- | -------------------------------------------------------------------- | -------------------------------------------------------------------- | -------------------------------------------------------------------- | -------------------------------------------------------------------- | -------------------------------------------------------------------- | -------------------------------------------------------------------- | -------------------------------------------------------------------- |
| 2020     | La competizione è stata annullata a causa della pandemia di COVID-19 | La competizione è stata annullata a causa della pandemia di COVID-19 | La competizione è stata annullata a causa della pandemia di COVID-19 | La competizione è stata annullata a causa della pandemia di COVID-19 | La competizione è stata annullata a causa della pandemia di COVID-19 | La competizione è stata annullata a causa della pandemia di COVID-19 | La competizione è stata annullata a causa della pandemia di COVID-19 | La competizione è stata annullata a causa della pandemia di COVID-19 |

### Squadre partecipanti
Le partecipanti dell'edizione 2020 sono le seguenti:
- Argentina
- Belgio
- Cina
- Colombia
- Giappone
- Kazakistan

- Kenya
- Messico
- Papua Nuova Guinea
- Polonia
- Scozia
- Sudafrica